# 比耶州
比耶州（原名东比耶州 (Eastern Bieh Stat)）是南蘇丹曾经的一个州，位在該國東部。人口529,100人（2014年），首府阿科博，下轄3郡。

## 行政區劃
下轄3郡：
- Uror
- Nyirol
- Akobo